# ルイジ・パレイゾン
ルイジ・パレイゾン（Luigi Pareyson, 1918年2月4日 - 1991年9月18日）はイタリアの美学者、哲学者。実存主義に根ざしつつも独自の「解釈学」を打ち立てた。
ピアスコ生まれ。1939年、トリノ大学にて博士号を取得。
トリノ大学で教え、門下生にウンベルト・エーコやジャンニ・ヴァッティモがいる。

## 生涯
パレイゾンは1918年2月4日、クーネオ県のピアスコに生まれた。両親は共にヴァッレ・ダオスタ州の出身である。1939年、弱冠21歳でトリノ大学にて哲学の学士号を取得。その早熟さゆえに、ジョヴァンニ・ジェンティーレなど当時の名声ある哲学者たちに注目された。
　ジョエーレ・ソラーリとアウグスト・グッツォの弟子としてトリノに学び、ドイツにおいてカール・ヤスパースの薫陶を受けたのち、パレイゾンはトリノのカヴール古典高等学校とクーネオの古典高等学校において哲学を教えた。そこでは、例えばUberto Revelli や Ildebrando Vivantiなど、のちにイタリアのレジスタンス運動における代表的人物も生徒として学んでいる。1944年にはLeonardo Ferrero, Duccio Galimberti、Pietro Chiodiとともにレジスタンス運動においてアジテーションを行い、数日間の間拘束されている。その間も、彼は匿名で学校や教育に関するテーマの記事を発表し続けた。
　戦後にはジョベルティ古典高等学校や、トリノ大学を含むさまざまな高等研究機関・大学にて教鞭をとり、1952年には彼のために特別に美学の講座が設立された。
　パレイゾンは美学雑誌Rivista di esteticaの創立者にして編集者であっただけでなく、アカデーミア・デイ・リンチェイ会員、国際哲学研究所Institut international de philosophieの会員でもあった。
　彼の弟子には、次のように多くの著名な人物が存在する。ウンベルト・エーコ、ジャンニ・ヴァッティモ、Francesco Tomatis, Mario Perniola, Sergio Givone, Giuseppe Riconda, Diego Marconi, Giuseppe Massimino, Marco Ravera, Ugo Perone, Claudio Ciancio, Maurizio Pagano, Valerio Zanone。
　1991年ミラノにて死去。

## 思想
カトリック信徒にして20世紀イタリアにおける偉大な哲学者のひとりに数え入れられている彼は、おもにハイデガーとヤスパースに依拠し、みずからもその立場を自任しつつ(『カール・ヤスパースの実存哲学』1940年)、新観念論が支配的な風潮のなかで、イタリアにおいてドイツ実存主義を普及させた最初期の人物であった。彼はまたヘーゲル主義的な観点に依らないドイツ観念論の新たな解釈を打ち出すことに尽力し(『フィヒテ』1950年)、実存主義がみずからの先駆者と位置づけるべき人物としてフリードリヒ・シェリングの思想を追求した。「真正の実存主義者、真にその名にふさわしい者たちであるハイデガー、ヤスパース、マルセルはシェリングを引き合いに出したのであり、彼を念頭に置こうとしていたのであった」。
　パレイゾンにとって、ドイツの実存哲学は解釈学の観点から捉え直されなければならない。真理とは、科学において発見されるような客観的所与ではなく、主体的な責任を要求する単独者の解釈として考えられる。このようにして、パレイゾンはみずからの立場を「存在論的人格主義」と呼んだ。
　パレイゾンは思想史研究にも尽力し、ヘーゲル以降のドイツ哲学における二つの潮流を突きとめた。この二つの潮流はそれぞれセーレン・キルケゴールとルートヴィヒ・フォイエルバッハに端を発しており、それぞれが実存哲学とマルクス主義に流れ込んでいるということができる。
彼は自身の哲学的行程を、主に三つの局面によって総括している。
　第一に、『実存と人格』(1950)を起点として展開された「人格的実存主義」。キルケゴールなどの実存主義を基盤としつつ、真の自己理解は「他者」との関係において自らを明け渡すことによって可能になることを主張する。

　第二に、『真理と解釈』(1971)に代表される解釈学。あるいは自らを真理解釈の手段となして、汲み尽くすこのとのできない実存の条件の存在論的な理解へと向かうこと。この実存はハイデガーに遡りつつ、無の不安から存在への聴従へと変容する。 
　第三に、『自由の存在論』(1995)を中心として展開される自由論。ここでパレイゾンはよりシェリングに接近し、「ポスト・ハイデガー主義」と呼ぶまでにアクチュアルな哲学の立場をとる。そこでは「まさにハイデガーがシェリングを自らの思索の根源に据えたことによって」、解釈が「ハイデガーを起点として刷新されうる」のである。 

## 主要著作
- La filosofia dell'esistenza e Karl Jaspers(『カール・ヤスパースの実存哲学』), Napoli, Loffredo, 1940 (nuova ed. Karl Jaspers, Casale Monferrato, Marietti, 1983)
- Studi sull'esistenzialismo(『実存主義の研究』), Firenze, Sansoni, 1943
- Esistenza e persona(『実存と人格』), Torino, Taylor, 1950 (IV ed. Genova, Il Melangolo, 1985)
- L'estetica dell'idealismo tedesco(『ドイツ観念論の美学』), Torino, Edizioni di «Filosofia», 1950
- Fichte(『フィヒテ』), Torino, Edizioni di «Filosofia», 1950 (nuova ed., Milano, Mursia, 2011 ISBN 9788842546184)
- Estetica. Teoria della formatività(『美学－形成性(formatività)の理論』), Torino, Edizioni di «Filosofia», 1954 (nuova ed. Milano: Bompiani 1988)
- Teoria dell'arte(『芸術の理論』), Milano, Marzorati, 1965
- I problemi dell'estetica(『美学の諸問題』), Milano, Marzorati, 1966
- Conversazioni di estetica(『美学をめぐる対話』), Milano, Mursia, 1966 ISBN 9788842590972
- Il pensiero etico di Dostoevskij(『ドストエフスキーの倫理思想』), Torino, Einaudi, 1967
- Verità e interpretazione(『真理と解釈』), Milano, Mursia, 1971 ISBN 9788842534716
- L'esperienza artistica(『芸術の経験』), Milano, Marzorati, 1974
- Federico Guglielmo Schelling(「フリードリヒ・ヴィルヘルム・シェリング」), in Grande antologia filosofica, vol. XVIII, Milano, Marzorati, 1971, 1-340
- Dostoevskij: filosofia, romanzo ed esperienza religiosa(『ドストエフスキー―哲学・小説・宗教的経験』), 1976; Torino, Einaudi, 1993
- La filosofia e il problema del male(「哲学と悪の問題」), "Annuario filosofico" 2 (1986), 7-69
- Filosofia dell'interpretazione(『解釈の哲学』), Torino, Rosenberg & Sellier, 1988
- Kierkegaard e Pascal(「キルケゴールとパスカル」), a cura di Sergio Givone, Mursia Editore, Milano, 1998
- Filosofia della libertà(『自由の哲学』), Genova, Il Melangolo, 1989
- Ontologia della libertà. Il male e la sofferenza(『自由の存在論―悪と苦』), Torino, Einaudi, 1995 (postumo)

全集は以下の編集によって出版されている。"Centro studi filosofico-religiosi Luigi Pareyson", Edizioni Mursia, Milano.

## インタビュー
- Se muore il Dio della filosofia, a cura di Ciro Sbailò, “Il Sabato”, anno XII, n° 34 (26 agosto 1989).
- Io, filosofo della libertà, a cura di Roberto Righetto, “Avvenire”, p. 15 (28 febbraio 1990).